# Aldeias e Mangualde da Serra
Aldeias e Mangualde da Serra (oficialmente: União das Freguesias de Aldeias e Mangualde da Serra) é uma freguesia portuguesa do município de Gouveia, com 37,55 km² de área e 424 habitantes (censo de 2021). A sua densidade populacional é 11,3 hab./km².
Aqui se encontra a Praia Fluvial do Vale de Rossim, a zona balnear localizada a maior altitude do país (1300 metros).

## História
Foi constituída em 2013, no âmbito de uma reforma administrativa nacional, pela agregação das antigas freguesias de Aldeias e Mangualde da Serra e tem a sede em Aldeias.

## Demografia
A população registada nos censos foi:
| Distribuição da População por Grupos Etários | Distribuição da População por Grupos Etários | Distribuição da População por Grupos Etários | Distribuição da População por Grupos Etários | Distribuição da População por Grupos Etários |
| -------------------------------------------- | -------------------------------------------- | -------------------------------------------- | -------------------------------------------- | -------------------------------------------- |
| Ano                                          | 0-14 Anos                                    | 15-24 Anos                                   | 25-64 Anos                                   | > 65 Anos                                    |
| 2001                                         | 61                                           | 47                                           | 250                                          | 178                                          |
| 2011                                         | 58                                           | 40                                           | 219                                          | 175                                          |
| 2021                                         | 40                                           | 37                                           | 184                                          | 163                                          |

À data da junção das freguesias, a população registada no censo anterior (2011) foi:
| Freguesia atual              | Freguesia atual  | Freguesia atual | Freguesias antigas | Freguesias antigas | Freguesias antigas |
| Freguesia                    | População (2011) | Área (km²)      | Freguesia          | População (2011)   | Área (km²)         |
| ---------------------------- | ---------------- | --------------- | ------------------ | ------------------ | ------------------ |
| Aldeias e Mangualde da Serra | 492              | 37,55           | Aldeias            | 328                | 20,33              |
| Aldeias e Mangualde da Serra | 492              | 37,55           | Mangualde da Serra | 164                | 17,22              |